# Far Samson
Le CSV Far Samson (Construction Support Vessel, en anglais) est un remorqueur de manutention d'ancre construit par STX Europe (en 2009, STX Langsten Norway). Il navigue sous pavillon norvégien et son port d'attache est Alesund.

## Histoire
Le navire a été construit par anciennement STX Norway Offshore AS (devenu Vard Group) en Norvège construit. La coque a été fournie par le chantier naval roumain STX RO Offshore Tulcea SA. La quille du navire a été posée le 23 avril 2007 et le lancement le 14 mai 2008. Le navire a été achevé le 24 mars 2009. Il a été conçu pour la construction sous-marine et les travaux de maintenance, ainsi que la mise en place de pipelines au fond de la mer. Pouvant mettre en œuvre des robots sous-marins du type ROV, le navire est conçu pour réaliser des travaux de construction ou de maintenance jusqu'à 3,500 mètres de profondeur.
Sa première mission a été effectuée pour la construction du gazoduc Nord Stream en mer Baltique. Le navire a été nommé navire de l'année, en 2009, par le magazine maritime norvégien Skipsrevyen.

## Technologie et équipement

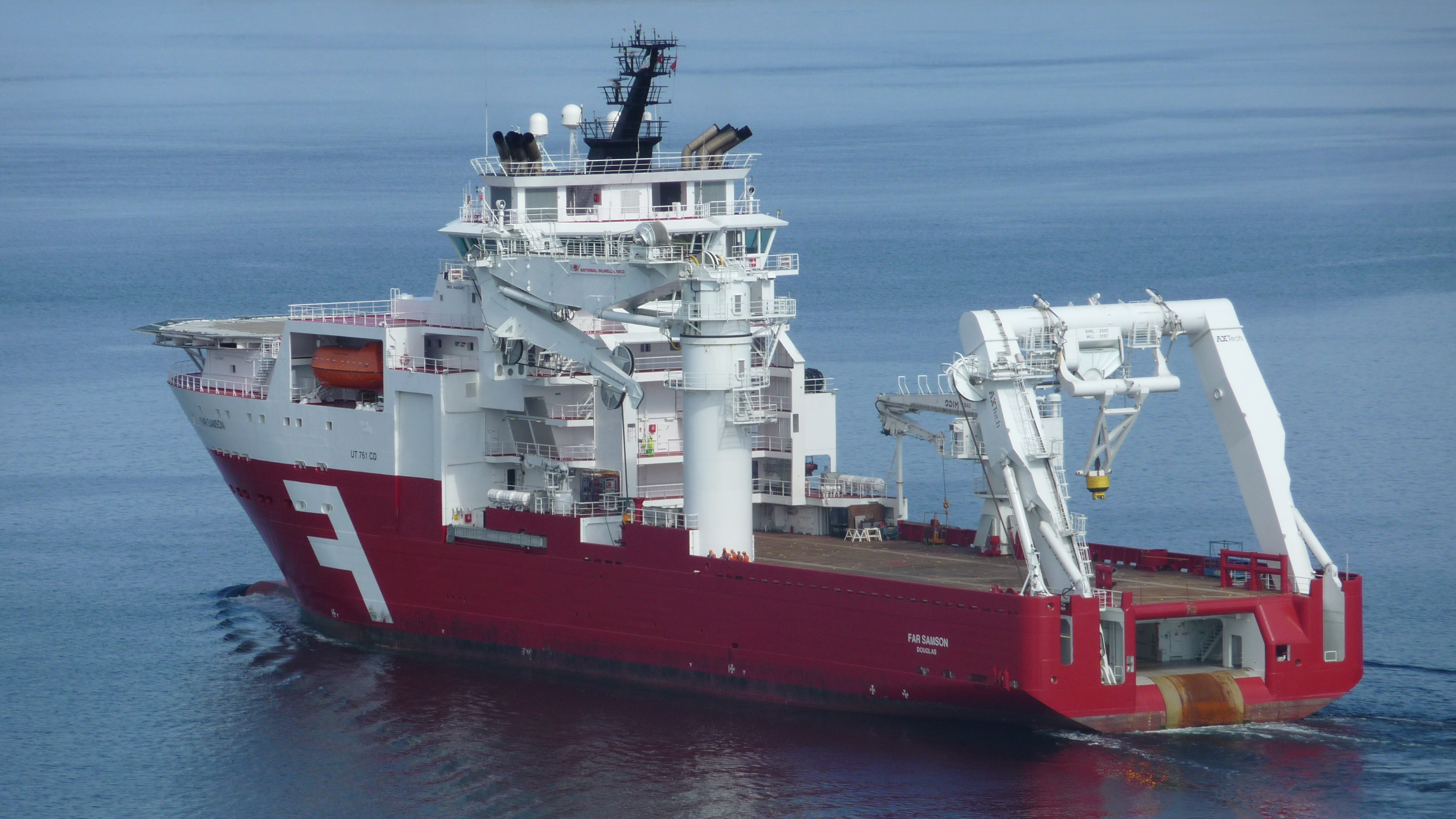
Vue arrière du Far Samson

Les superstructures habitables se trouvent dans la moitié avant du navire, ainsi que l'hélisurface. Derrière, il y a un pont de travail ouvert de 1 450 m2 pouvant être chargé jusqu'à 2 300 tonnes. La charge maximale sur le pont est de 15 t/m2. Dans la zone de travail, il y a deux grues d'une capacité de levage de 250 et 20 tonnes respectivement. À la poupe du navire se trouve une bôme arrière d'une capacité de levage de 315 tonnes.
Le navire est propulsé par deux hélices à pas réglable. Cela permet au navire d'atteindre une vitesse maximale de 19 nœuds. La vitesse de croisière indiquée est de 13 nœuds. De plus, le navire dispose de trois pods rétractables de 2 000 kW chacun, dont deux sont situées sur le pont avant et une sur la poupe. Le navire a également un propulseur d'étrave et deux propulseurs de poupe.
Avec une force de traction de 423 tonnes, qui peut être obtenue en utilisant les cinq propulseurs, le navire est l'un des remorqueurs les plus puissants jamais construits. Utilisant les deux hélices à pas variable à la poupe, il peut tirer 377 tonnes.
Il y a de la place à bord pour 100 personnes dans 22 cabines simples et 39 cabines doubles. Le navire a la classe de glace 1B. Il peut aussi servir de navire de ravitaillement offshore.

### Articles externes
- Far Samson - Site marinetraffic
- Vard AS
- Far Samson - site Farstad.com